# كأس العالم للأندية 2019
كأس العالم للأندية 2019 -وتسمى أيضًا كأس العالم للأندية قطر 2019 برعاية علي بابا كلاود لأسباب الرعاية- هي النسخة السادسة عشرة من كأس العالم للأندية، وهي بطولة دولية لكرة القدم نظّمها الاتحاد الدولي لكرة القدم بين الأندية الأبطال من كل اتحاد من الاتحادات القارية الستة، بالإضافة إلى بطل الدوري الوطني من البلد المضيف. أقيمت البطولة في قطر ما بين 11 و 21 ديسمبر 2019، لعبت مبارياتها في ملعبين اثنين في الدوحة.
كان ريال مدريد الإسباني هو حامل اللقب أربع مرات، لكنه لم يتمكن من الدفاع عن لقبه بعد إقصائه في دور الـ16 من دوري أبطال أوروبا 2018–19.
فاز ليفربول الإنجليزي على فلامنغو البرازيلي في المباراة النهائية بهدف لصفر (1–0) بعد وقت إضافي، ليحرز لقبه الأول في كأس العالم للأندية.

## تعيين المضيف
مع مقترحات لكأس العالم للأندية الموسعة، أخر الفيفا الإعلان عن مضيف. وكان من المقرر أن يعلن عن مضيف من قبل الفيفا في 15 مارس 2019، على الرغم من تأجيل ذلك لاحقا. في 28 مايو 2019، أعلن الفيفا أنه سيتم تعيين مضيف البطولة 2019 و2020 في اجتماع مجلس الفيفا في باريس، فرنسا في 3 يونيو 2019.
تم تعيين قطر كمضيف لدورتي 2019 و2020 في 3 يونيو 2019، حيث ستكون بمثابة أحداث اختبار قبل استضافة كأس العالم 2022. سيتم توسيع كأس العالم للأندية في 2021.

## الفرق المتأهلة
الفرق التالية تأهلت للبطولة:
| الفريق                        | الاتحاد القاري                                     | التأهل                               | تاريخ التأهل        | مشاركات سابقة                       |
| يدخل في نصف النهائي           | يدخل في نصف النهائي                                | يدخل في نصف النهائي                  | يدخل في نصف النهائي | يدخل في نصف النهائي                 |
| ----------------------------- | -------------------------------------------------- | ------------------------------------ | ------------------- | ----------------------------------- |
| فلامنغو                       | اتحاد أمريكا الجنوبية لكرة القدم                   | الفائز في كوبا ليبرتادوريس 2019      | 23 نوفمبر 2019      | الأولى                              |
| ليفربول                       | الاتحاد الأوروبي لكرة القدم                        | الفائز في دوري أبطال أوروبا 2018–19  | 1 يونيو 2019        | الثانية (السابقة: 2005)             |
| يدخل في ربع النهائي           |                                                    |                                      |                     |                                     |
| الهلال                        | الاتحاد الآسيوي لكرة القدم                         | الفائز في دوري أبطال آسيا 2019       | 24 نوفمبر 2019      | الثانية (السابقة: 2001)             |
| الترجي التونسي                | الاتحاد الأفريقي لكرة القدم                        | الفائز في دوري أبطال أفريقيا 2018–19 | 7 أغسطس 2019        | الثالثة (السابقة: 2011، 2018)       |
| مونتيري                       | اتحاد أمريكا الشمالية والوسطى والكاريبي لكرة القدم | الفائز في دوري أبطال الكونكاكاف 2019 | 1 مايو 2019         | الرابعة (السابقة: 2011، 2012، 2013) |
| يدخل في التصفيات لربع النهائي |                                                    |                                      |                     |                                     |
| هينجين سبورت                  | الاتحاد الأوقيانوسي لكرة القدم                     | الفائز في دوري أبطال أوقيانوسيا 2019 | 11 مايو 2019        | الأولى                              |
| السد                          | الاتحاد الآسيوي لكرة القدم (المضيف)                | الفائز في دوري نجوم قطر 2018–19      | 4 أبريل 2019        | الثانية (السابقة: 2011)             |

## مزودو أطقم الملابس
| بوما         | أديداس  | أمبرو          | إس تيم | نيو بالانس | لا يوجد      |
| ------------ | ------- | -------------- | ------ | ---------- | ------------ |
| السد مونتيري | فلامنغو | الترجي التونسي | الهلال | ليفربول    | هينجين سبورت |

## الملاعب
أعلنت الفيفا أن البطولة ستقام في 3 ملاعب، مع جدول المباريات في 30 سبتمبر 2019. تقع كل الملاعب الثلاثة في الدوحة، حيث ملعب جاسم بن حمد واستاد خليفة الدولي استضافا مباريات من كأس آسيا 2011، بما في ذلك النهائي الذي استضافه هذا الأخير. اختير الملعب الجديد، استاد المدينة التعليمية لاحتضان المباراة النهائية، وهو أحد ملاعب كأس العالم 2022، بجانب استاد خليفة الدولي. في ديسمبر 2019، نقل الاتحاد الدولي لكرة القدم المباريات الثلاث (نصف النهائي الثاني في 18 ديسمبر ومباراة تحديد المركز الثالث والمباراة النهائية في 21 ديسمبر) من استاد المدينة التعليمية إلى استاد خليفة الدولي بعد تأجيل افتتاح الملعب الجديد إلى أوائل 2020.
| استاد خليفة الدولي | ملعب جاسم بن حمد |
| السعة: 45,416      | السعة: 11,918    |
|                    |                  |

## الحكام
اختير خمسة حكام، عشرة حكام مساعدين، وستة حكام لتقنية المساعدة بالفيديو (الفار) لإدارة مباريات البطولة.
| الاتحاد    | الحكم             | الحكم المساعد                        | الحكم المساعد بالفيديو             |
| ---------- | ----------------- | ------------------------------------ | ---------------------------------- |
| أسيا       | عبد الرحمن الجاسم | طالب المري · سعود المقالح            | فو مينغ                            |
| الكاف      | مصطفى غربال       | محمود أبو الرجال · مقران الغوراري    | باكاري غاساما                      |
| الكونكاكاف | إسماعيل الفتح     | كايل أتكينز · كوري باركر             | آلان كيلي                          |
| الكونميبول | روبرتو توبار      | كريستيان شيمان · كلاوديو ريوس أورتيز | إستيبان أوستوخيش                   |
| أوروبا     | أوفيديو هاتسيغان  | أوكتافيان سوفري · سيباستيان جورجها   | خوان مارتينيز مونويرا · بينوا ميلو |

اختير عبد القادر الزيتوني من تاهيتي (أوقيانوسيا) أيضا كحكم داعم.

## تشكيلات الفرق
كل فريق مشارك بالبطولة ملزم بإعلان قائمة تضم 23 لاعبا (من بينهم ثلاثة حراس مرمى وجوبا). في حالة أصيب لاعب، من حق الفريق استبداله قبل 24 ساعة من انطلاق أول مباراة للفريق.

## المباريات
أجريت القرعة في 16 سبتمبر 2019 في زيورخ على الساعة 14:00 بالتوقيت المحلي، لتحديد مباريات الدور الثاني (بين الفائز من الدور الفاصل وبطل أفريقيا، أسيا والكونكاكاف)، وخصم الفائز من الدوري الثاني (بطل أوروبا أو أمريكا الجنوبية). في وقت إجراء القرعة، لم تكن هوية أبطال أسيا وأمريكا الجنوبية واضحة.
في حالة انتهى الوقت الأصلي بالتعادل:
- للمباريات الإقصائية، يلعب وقت إضافي. في حالة بقي التعادل في الوقت الإضافي، تلعب ركلات الترجيح لتحديد الفائز.
- بالنسبة لمباريات تحديد المركزين الثالث والخامس، لا يلعب وقت إضافي، وتلعب ركلات الجزاء الترجيحية لتحديد الفائز.

|  | المباراة الفاصلة               | المباراة الفاصلة               |                                |        | ربع النهائي                  | ربع النهائي                  |               |               | نصف النهائي | نصف النهائي |  |  | النهائي                        | النهائي                        |
|  | 11 ديسمبر – ملعب جاسم بن حمد   |                                |                                |        |                              |                              |               |               |             |             |  |  |                                |                                |
|  | السد (ب.و.إ)                   | 3                              |                                |        | 14 ديسمبر – ملعب جاسم بن حمد | 14 ديسمبر – ملعب جاسم بن حمد |               |               |             |             |  |  |                                |                                |
|  | السد (ب.و.إ)                   | 3                              |                                |        | 14 ديسمبر – ملعب جاسم بن حمد | 14 ديسمبر – ملعب جاسم بن حمد |               |               |             |             |  |  |                                |                                |
|  | هينجين سبورت                   | 1                              |                                |        | مونتيري                      | 3                            |               |               |             |             |  |  |                                |                                |
|  | هينجين سبورت                   | 1                              | 18 ديسمبر – استاد خليفة الدولي |        | مونتيري                      | 3                            |               |               |             |             |  |  |                                |                                |
|  |                                |                                |                                |        | السد                         | 2                            |               |               |             |             |  |  |                                |                                |
|  | مونتيري                        | 1                              |                                |        | السد                         | 2                            |               |               |             |             |  |  |                                |                                |
|  | مونتيري                        | 1                              |                                |        |                              |                              |               |               |             |             |  |  |                                |                                |
|  |                                |                                | ليفربول                        | 2      |                              |                              |               |               |             |             |  |  |                                |                                |
|  |                                |                                | ليفربول                        | 2      |                              |                              |               |               |             |             |  |  |                                |                                |
|  |                                |                                | 21 ديسمبر – استاد خليفة الدولي |        |                              |                              |               |               |             |             |  |  |                                |                                |
|  |                                |                                |                                |        |                              |                              |               |               |             |             |  |  |                                |                                |
|  | ليفربول                        | 1                              |                                |        |                              |                              |               |               |             |             |  |  |                                |                                |
|  | ليفربول                        | 1                              | 14 ديسمبر – ملعب جاسم بن حمد   |        |                              |                              |               |               |             |             |  |  |                                |                                |
|  |                                | فلامنغو                        | 0                              |        |                              |                              |               |               |             |             |  |  |                                |                                |
|  |                                |                                | 0                              | الهلال | 1                            |                              |               |               |             |             |  |  |                                |                                |
|  | 17 ديسمبر – استاد خليفة الدولي |                                |                                | الهلال | 1                            |                              |               |               |             |             |  |  |                                |                                |
|  |                                | الترجي التونسي                 | 0                              |        |                              |                              |               |               |             |             |  |  |                                |                                |
|  | فلامنغو                        | الترجي التونسي                 | 0                              | 3      |                              |                              |               |               |             |             |  |  |                                |                                |
|  | فلامنغو                        | المركز الخامس                  | المركز الخامس                  | 3      |                              |                              | المركز الثالث | المركز الثالث |             |             |  |  |                                |                                |
|  |                                | المركز الخامس                  | المركز الخامس                  |        | الهلال                       | 1                            | المركز الثالث | المركز الثالث |             |             |  |  |                                |                                |
|  | السد                           | 2                              | مونتيري                        | 2 (4)  | الهلال                       | 1                            |               |               |             |             |  |  |                                |                                |
|  | السد                           | 2                              | مونتيري                        | 2 (4)  |                              |                              |               |               |             |             |  |  |                                |                                |
|  | الترجي التونسي                 | 6                              | الهلال                         | 2 (3)  |                              |                              |               |               |             |             |  |  |                                |                                |
|  | الترجي التونسي                 | 6                              | الهلال                         | 2 (3)  |                              |                              |               |               |             |             |  |  |                                |                                |
|  | 17 ديسمبر – استاد خليفة الدولي | 17 ديسمبر – استاد خليفة الدولي |                                |        |                              |                              |               |               |             |             |  |  | 21 ديسمبر – استاد خليفة الدولي | 21 ديسمبر – استاد خليفة الدولي |

جميع الأوقات بالتوقيت المحلي، ت ع ق (ت ع م+03:00).

### الجولة الأولى
| السد                                 | 3–1 (ب.و.إ.) | هينجين سبورت |
| ------------------------------------ | ------------ | ------------ |
| - بونجاح 26' - حسن 100' - بيدرو 114' | تقرير        | - روان 46'   |

### الجولة الثانية
| الهلال    | 1–0   | الترجي التونسي |
| --------- | ----- | -------------- |
| غوميز 73' | تقرير |                |

| مونتيري                                          | 3–2   | السد                   |
| ------------------------------------------------ | ----- | ---------------------- |
| - فانجيوني 23' - فونيس موري 45+1' - رودريغيز 77' | تقرير | - بونجاح 66' - حسن 89' |

### مباراة المركز الخامس
| السد                                       | 2–6   | الترجي التونسي                                               |
| ------------------------------------------ | ----- | ------------------------------------------------------------ |
| - بونجاح 32' (ركلة.) - الهيدوس 49' (ركلة.) | تقرير | - الهوني 6'، 42'، 74' - بدري 13'، 25' (ركلة.) - الدربالي 87' |

### نصف النهائي
| فلامنغو                                          | 3–1   | الهلال        |
| ------------------------------------------------ | ----- | ------------- |
| - جيورجيان 49ّ' - هنريكي 78' - البليهي 82' (ه.ذ.) | تقرير | - الدوسري 18' |

| مونتيري        | 1–2   | ليفربول                    |
| -------------- | ----- | -------------------------- |
| فونيس موري 14' | تقرير | - كيتا 11' - فيرمينو 91+1' |

### مباراة المركز الثالث
| مونتيري                                              | 2–2   | الهلال                                                   |
| ---------------------------------------------------- | ----- | -------------------------------------------------------- |
| - غونزاليز 55' - ميزا 60'                            | تقرير | - كارلوس إدواردو 35' - غوميز 66'                         |
| ركلات الترجيح                                        |       |                                                          |
| - غونزاليس - ميدينا - فونيس موري - فاسكيز - كارديناس | 4–3   | - غوميز - جيوفينكو - كارلوس إدواردو - جانغ هيون سو - كنو |

### النهائي
| ليفربول     | 1–0 (ب.و.إ.) | فلامنغو |
| ----------- | ------------ | ------- |
| فيرمينو 99' | تقرير        |         |

## الإحصائيات
| الترتيب | اللاعب            | الفريق         | الأهداف |
| ------- | ----------------- | -------------- | ------- |
| 1       | بغداد بونجاح      | السد           | 3       |
| 1       | حمدو الهوني       | الترجي التونسي | 3       |
| 3       | أنيس بدري         | الترجي التونسي | 2       |
| 3       | روبرتو فيرمينو    | ليفربول        | 2       |
| 3       | روجيليو موري      | مونتيري        | 2       |
| 3       | بافيتيمبي غوميز   | الهلال         | 2       |
| 3       | عبد الكريم حسن    | السد           | 2       |
| 8       | برونو هنريكي      | فلامنغو        | 1       |
| 8       | كارلوس إدواردو    | الهلال         | 1       |
| 8       | سالم الدوسري      | الهلال         | 1       |
| 8       | أراسكايتا         | فلامنغو        | 1       |
| 8       | سامح الدربالي     | الترجي التونسي | 1       |
| 8       | أرتور غونزاليس    | مونتيري        | 1       |
| 8       | حسن الهيدوس       | السد           | 1       |
| 8       | نابي كيتا         | ليفربول        | 1       |
| 8       | ماكسيميليانو ميزا | مونتيري        | 1       |
| 8       | كارلوس رودريغيز   | مونتيري        | 1       |
| 8       | أنطوان روان       | هينجين سبورت   | 1       |
| 8       | بيدرو ميغيل       | السد           | 1       |
| 8       | ليونيل فانجيوني   | مونتيري        | 1       |

### هدف ذاتي واحد
•  علي البليهي (الهلال ضد فلامنغو)

## الترتيب النهائي
كما هو متعارف عليه، اللقاءات التي انتهت بالأشواط الإضافية احتسبت كفوز وخسارة، بينما اللقاءات التي انتهت بركلات الترجيح تعتبر تعادلاً.

| م      | الفريق                    | لعب | ف | ت | خ | أ.له | أ.ع | أ.ف | نقاط |
| ------ | ------------------------- | --- | - | - | - | ---- | --- | --- | ---- |
| الأول  | ليفربول (أوروبا)          | 2   | 2 | 0 | 0 | 3    | 1   | +2  | 6    |
| الثاني | فلامنغو (الكونميبول)      | 2   | 1 | 0 | 1 | 3    | 2   | +1  | 3    |
| الثالث | مونتيري (الكونكاكاف)      | 3   | 1 | 1 | 1 | 6    | 6   | 0   | 4    |
| 4      | الهلال (أسيا)             | 3   | 1 | 1 | 1 | 4    | 5   | −1  | 4    |
| 5      | الترجي التونسي (الكاف)    | 2   | 1 | 0 | 1 | 6    | 3   | +3  | 3    |
| 6      | السد (أسيا) (H)           | 3   | 1 | 0 | 2 | 7    | 10  | −3  | 3    |
| 7      | هينجين سبورت (أوقيانوسيا) | 1   | 0 | 0 | 1 | 1    | 3   | −2  | 0    |

## الجوائز
فيما يلي الجوائز المقدمة في البطولة. فاز لاعب نادي ليفربول محمد صلاح بجائزة الكرة الذهبية، برعاية أديداس، التي تقدم بشراكة مع مجموعة علي بابا لأحسن لاعب في البطولة.
| الكرة الذهبية             | الكرة الفضية                 | الكرة البرونزية                           |
| ------------------------- | ---------------------------- | ----------------------------------------- |
| محمد صلاح (ليفربول)       | برونو هنريكي بينتو (فلامنغو) | كارلوس إدواردو دي أوليفيرا ألفيس (الهلال) |
| جائزة الفيفا لللعب النظيف |                              |                                           |
| الترجي التونسي            |                              |                                           |

## وصلات خارجية
- الموقع الرسمي